# 聖母子 (マサイス)
『聖母子』（せいぼし、蘭: Maria met kind、英: Madonna and Child）は、初期フランドル派の画家クエンティン・マサイスが1520年代にオーク板上に油彩で制作した絵画である。アムステルダム国立美術館の収集にあるが、デン・ハーグのマウリッツハイス美術館に寄託されている。なお、本作をアムステルダム国立美術館では工房の作品、マウリッツハイス美術館ではマサイスと工房、または工房の作品としている。

## 作品
右手に2つのサクランボを手にしている聖母マリアが座って、幼子イエス・キリストに接吻している。イエスは豊富な装飾を施された玉座内の台座に座っているが、背景には遠くの川沿いにある城が見える。前景の手すりには1房のブドウ (聖餐を示唆するもの) とリンゴ (人間の堕落の象徴) が置かれている。
この作品には何点かの知られているヴァージョンがあるが、この作品はヴィレム・ファン・ハーヒトの1628年の絵画『コルネリス・ファン・デル・ヒーストの画廊 (The Gallery of Cornelis van der Geest)』の中に描かれて人気のある作品となった。『サクランボの聖母』として知られたこの作品は、1648年にフランス・フィカールト (Frans Fickaert、1614–1654年) によって出版された逸話に取り上げられた。その逸話の中で、フィカールトは、1615年8月23日、アルブレヒト大公が旅行中にファン・デル・ヒーストの所有であった『サクランボの聖母』を購入しようとしたが、断られたと述べている。
最近の年輪年代学調査によると、本作の板に用いられている木材は、1502年以前に伐採されたことが明らかになってている。作品の板は1513年までには利用できるものとなっていたであろうが、1527年以降に制作されたと見なすのがより妥当である。本作は原画ではなく、マサイスによって制作された複製である可能性もある。アムステルダム国立美術館では、ファン・ハーヒトの『コルネリス・ファン・デル・ヒーストの画廊』に描かれているマサイスの『サクランボの聖母』は失われたものとしており、本作はその失われた作品と緊密な関連があるという見解をしている。いずれにしても、『サクランボの聖母』はファン・ハーヒトの絵画で主役的地位を持っているが、それはファン・デル・ヒーストがマサイスを非常に愛好していたからである。ファン・デル・ヒーストは、マサイスの死後100周年を祝って、アントウェルペン大聖堂に「結婚の無常の喜びが鍛冶屋をアペレス (古代ギリシアの大画家) に変えた」という銘文とともに埋葬されていたマサイスの骨を掘り返したほどであった。

## 来歴

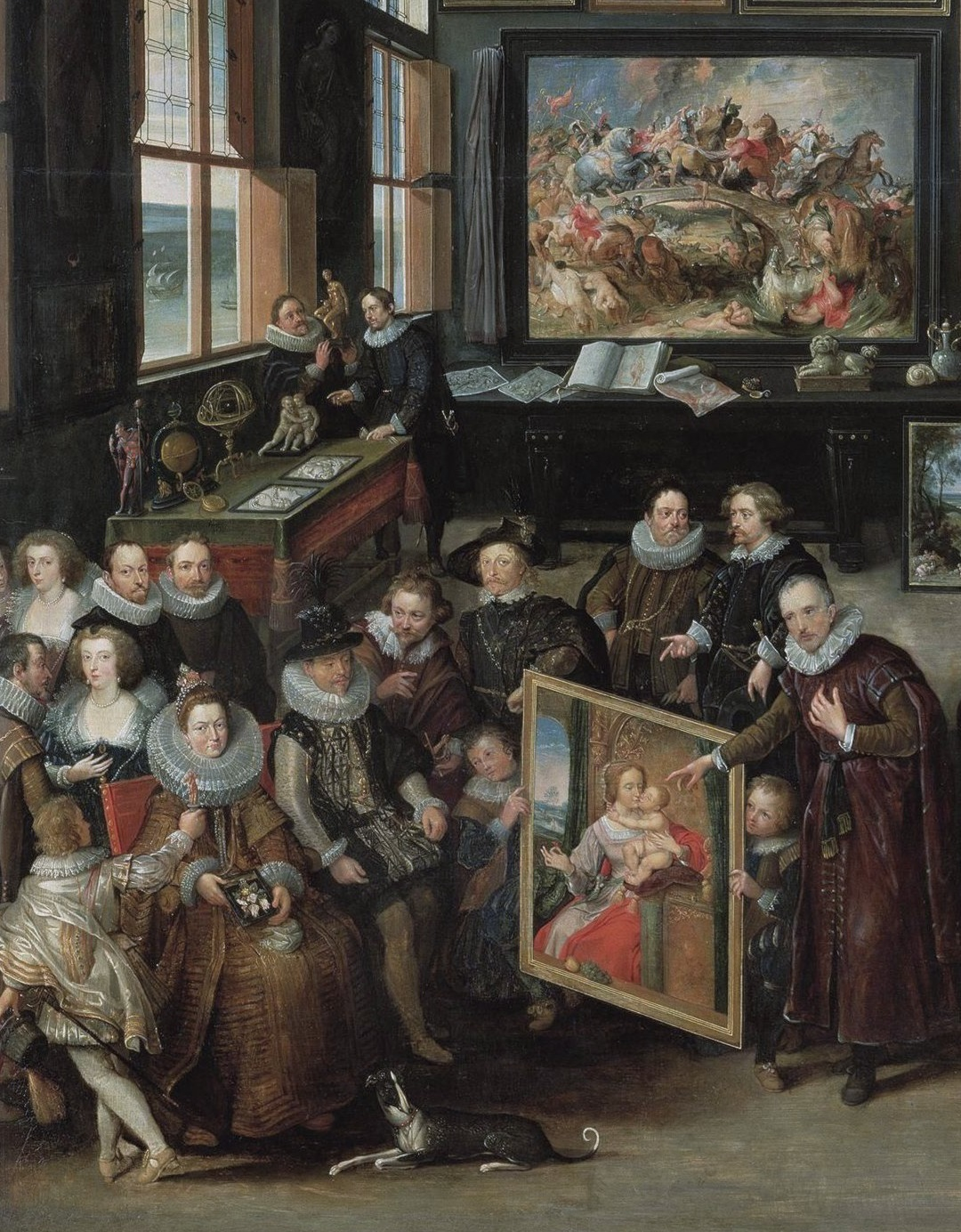
『サクランボの聖母』に主役的地位を与えているファン・ハーヒトの絵画。ファン・デル・ヒーストが聖母を指しながら、鑑賞者を見ている。前方にアルブレヒト大公とイサベル・クララ・エウヘニアが座っている。

本作は、レーワルデンのスタッドホウデルリーク・ホフ宮廷において、オランダ総督フレデリック・ヘンドリックの娘アルベルティーネ・アグネス・ファン・ナッサウ (1634–1696年) の収集品にあった。1世紀後、パレイス・ヘット・ローからオランダの国家コレクションとして没収され、その後、1798年9月18日、当時デン・ハーグにあった国立美術館 (現在のアムステルダム国立美術館の前身) に移された。 オランダ総督の収集品を没収したのは、1795年に皇太子ウィレム5世の画廊で起きた国家美術遺産のパリへの略奪のようなことを防ぐための手立てであった。それ以降、作品は国立美術館所有の国家コレクションにあり、1948年からマウリッツハイス美術館に貸与されている。

## 関連作品

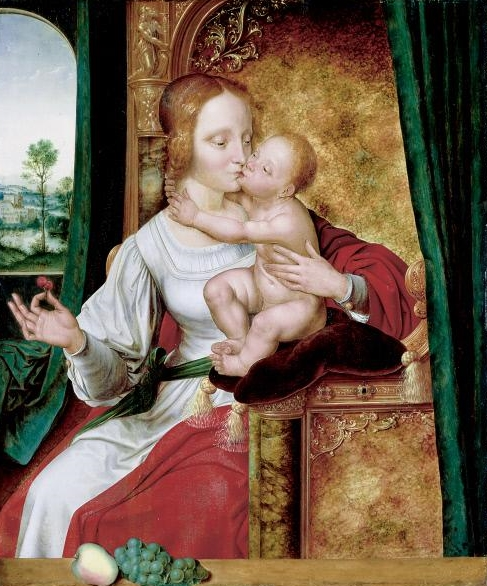
『サクランボの聖母』 ジョン・アンド・メイブル美術館（英語版）  (1936年購入)
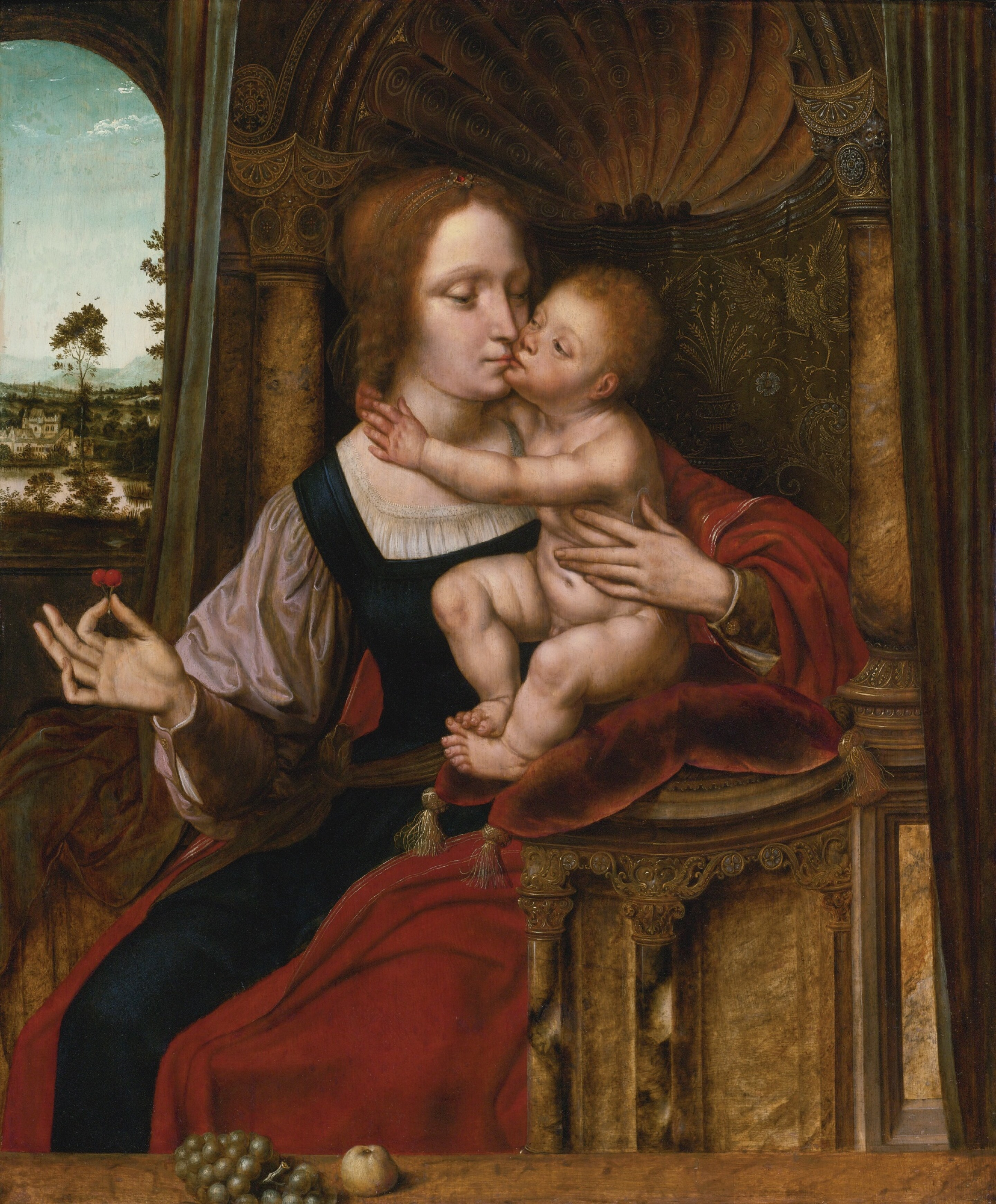
『サクランボの聖母』以前、ベルナールト・ファン・オルレイに帰属され、2015年1月29日に売却されたヴァージョン
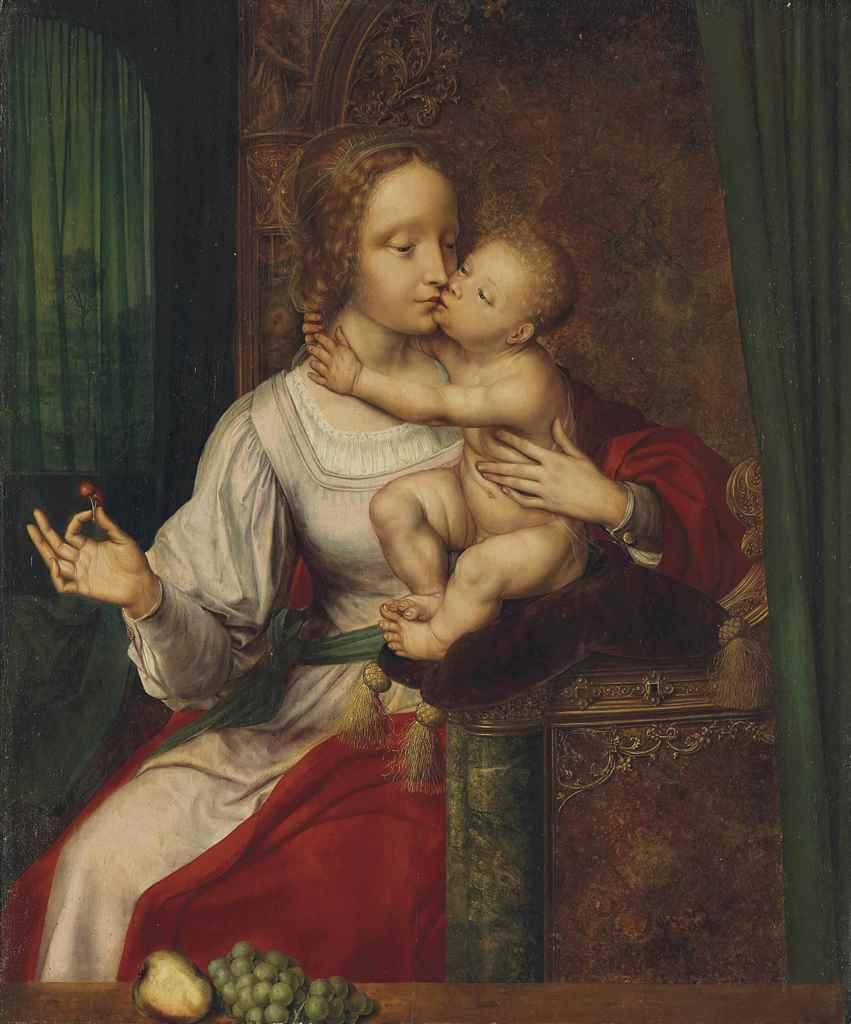
『サクランボの聖母』以前、マサイスに帰属され、2015年7月9日に254,500ポンドで売却されたヴァージョン
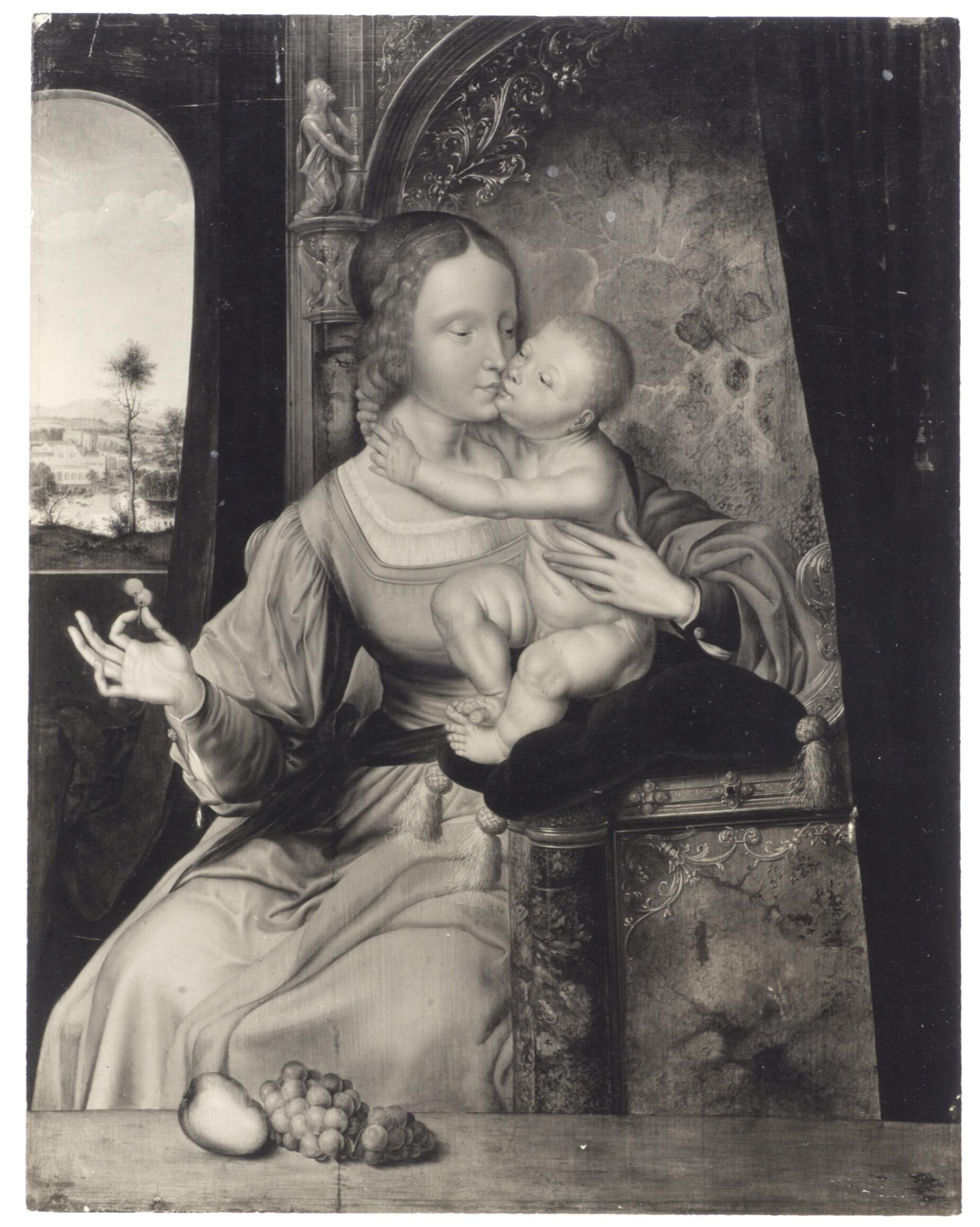
1931年にフリードリヒ・レオポルト・フォン・プロイセンから売却されたヴァージョン
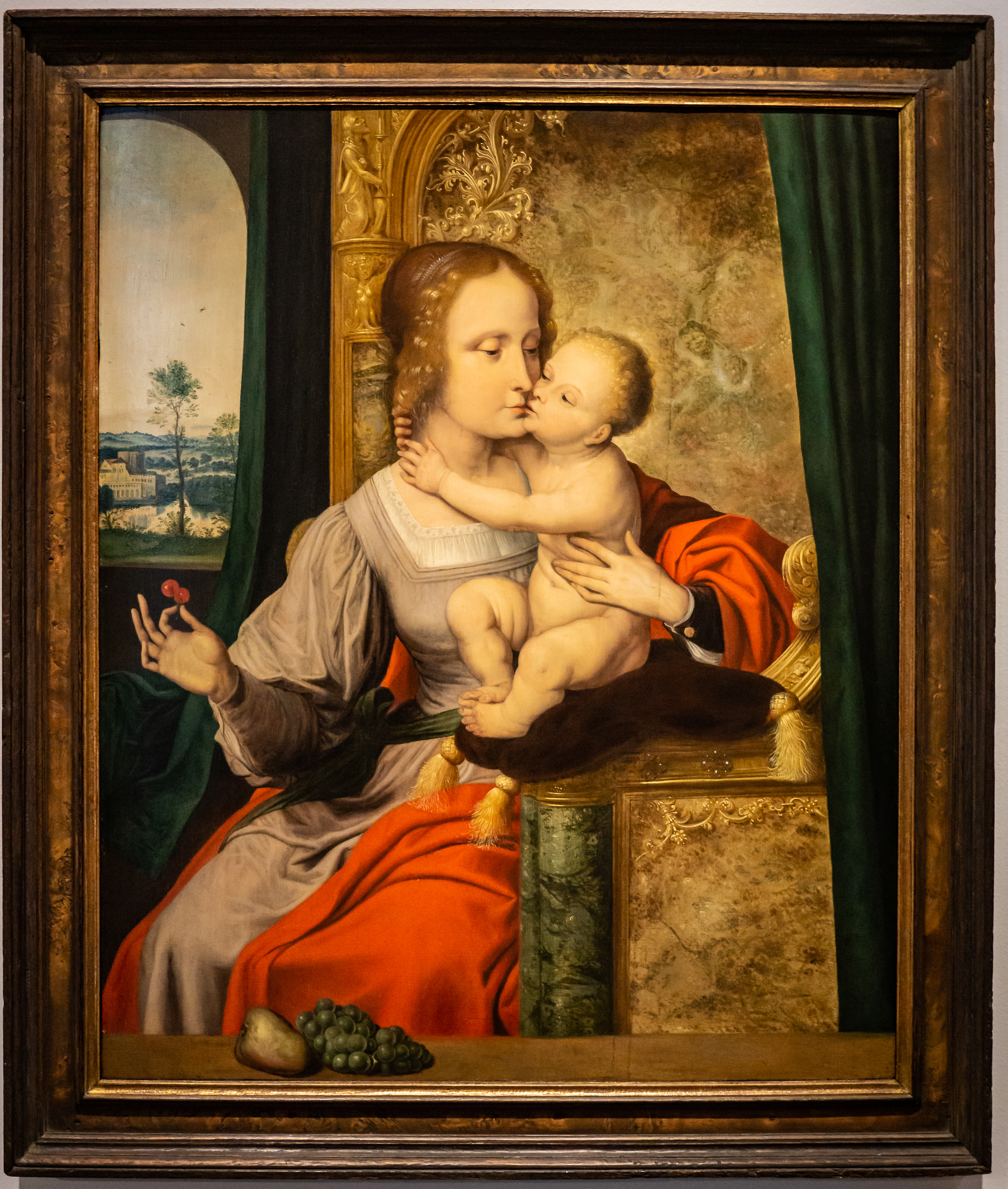
『サクランボの聖母』ウェストファリア美術文化史国立美術館（英語版）